# 異苯并噻吩
異苯並噻吩（Isobenzothiophene）是一種苯並雜環化合物，化學式是C8H6S。
異苯並噻吩是苯並噻吩的位置異構體。苯並噻吩的硫在苯環旁的碳原子上，苯並噻吩比異苯並噻吩要穩定。